# جائزة الأدب العربي
جائزة الأدب العربي سنة 2013 أنشأت مؤسسة جان-لوك لاغاردير ومعهد العالم العربي جائزة الأدب العربي لتكريم كاتب من  إحدى دول الجامعة العربية أصدر عملا (رواية أو مجموعة قصصية أو شعرية) باللغة الفرنسية أو مترجما عن العربية إلى الفرنسية حول موضوع الشباب العربي. ويبلغ مبلغ الجائزة 10 آلاف يورو.

جائزة الأدب العربي

.

## الجائزة
تأسست جائزة جائزة الأدب العربي في العام 2013 من قبل معهد العالم العربي ومؤسسة جان لوك لاغاردير، وتعد واحدة من القلائل في فرنسا التي تكرم الإبداع الأدبي العربي. تمنح الجائزة، التي تبلغ قيمتها 10,000 يورو، لكاتب من الدول العربية عن عمل مكتوب أو مترجم إلى الفرنسية. يهدف المؤسسون إلى تعزيز الأدب العربي وتوسيع انتشاره في فرنسا خلال الموسم الأدبي، وذلك ضمن جهود معهد العالم العربي لتعزيز هذا التوجه، من خلال تنظيم فعاليات أدبية مختلفة.

## الحاصلون على الجائزة
توج بالجائزة في دورتها الأولى جبور الدويهي من لبنان 2013 ، فيما توج بها في العام 2015 الروائي والصحفي محمد حسن علوان من السعودية، وآلت في العام 2017 للكاتبة إنعام كجه جي من العراق، بينما حاز الجائزة في العام 2019 الكاتب محمد عبدالنبي من مصر، وتوجت بها في العام 2021 الكاتبة جوخة الحارثي من سلطنة عمان، وفاز بها في العام 2022 الروائي يامن المناعي من تونس، فيما كان آخر الفائزين بها في العام 2023 الكاتب العراقي فرات العاني عن روايته «أتذكر الفلوجة».

## الفائزون
| العام | عنوان الرواية      | الكاتب/ـة            | البلد    | دار النشر                                                                 |
| ----- | ------------------ | -------------------- | -------- | ------------------------------------------------------------------------- |
| 2013  | شريد المنازل       | جبور الدويهي         | لبنان    | الصادرة بترجمتها الفرنسية عن سندباد/دفاتر الجنوب، 2013                    |
| 2014  | فاصل للدهشة        | محمد الفخراني        | مصر      | الصادرة بترجمتها الفرنسية عن دار سوي، 2014                                |
| 2015  | القندس             | محمد حسن علوان       | السعودية | الصادرة بترجمتها الفرنسية عن دار سوي، 2015                                |
| 2016  | طشاري              | إنعام كجه جي         | العراق   | إصدارات غاليمار، 2015                                                     |
| 2017  | وحدها شجرة الرمان  | سنان أنطون           | العراق   | إصدارات سندباد/أكتس سود، 2017                                             |
| 2018  | المدينة تفوز دائمًا | عمر روبرت هاملتون    | مصر      | إصدارات غاليمار / مجموعة "من جميع أنحاء العالم"، 2018                     |
| 2019  | غرفة العنكبوت      | محمد عبد النبي       | مصر      | (إصدارات سندباد/أكتس سود، 2019)، مترجمة من العربية (مصر) بواسطة جيل جوثير |
| 2020  | الجانجو            | عبد العزيز بركة ساكن | السودان  | (إصدارات زولما، 2020)، مترجمة من العربية (السودان) بواسطة زافييه لوفين    |
| 2021  | الجسمان السماويان  | جوخة الحارثي         | عُمان     | (إصدارات ستيفان مارسان، 2021)، مترجمة من العربية (عمان) بواسطة خالد عثمان |
| 2022  | الهاوية الجميلة    | يامن المناعي         | تونس     | إصدارات إليزاد، 2021                                                      |
| 2023  | أتذكر الفلوجة      | فرات العاني          | العراق   | إصدارات جي سي لطانس، 2023                                                 |
| 2024  | نازلة دار الأكابر  | أميرة غنيم           | تونس     | إصدارات فيليب رى (مجموعة البرزخ – الخامسة)، مترجمة من العربية سعاد لبيز   |

## تنويه خاص
- جائزة 2022

إشادة خاصة من اللجنة: "مغمورات النيل" لـ حمور زيادة (إصدارات سندباد/أكتس سود، 2022)، مترجمة من العربية (السودان) بواسطة مارسيلا روبينو وقيس سعدي
- جائزة 2020

تنويه اللجنة: "الأعشاب الضارة" لـ ديما عبد الله (إصدارات صابين ويسبيزر، 2020)
- جائزة 2017

تنويه اللجنة: "الموت سحر" لـ ياسمين شامي (إصدارات سندباد/أكتس سود، 2017)،  و"لا سكاكين في مطابخ هذه المدينة" لـ خالد خليفة (إصدارات سندباد/أكت سود، 2016).
- جائزة 2016

تنويه اللجنة: "الكتاب الأفضل مبيعاً" لـ رضا دليل (إصدارات لو فينيك، 2016).
- جائزة 2015

تنويه خاص من لجنة التحكيم لعلي المقري على روايته "حرمة" (الصادرة بترجمتها الفرنسية عن دار ليانا ليفي، 2015)
- جائزة 2014

تنويه خاص من لجنة التحكيم لروزا ياسين حسن على روايتها "حراس الهواء" (الصادرة بترجمتها الفرنسية عن دار سندباد/دفاتر الجنوب، 2014)